# Schönstatti apostoli mozgalom
A schönstatti apostoli mozgalom vagy schönstatti mozgalom (németül Schönstatt Apostolische Bewegung) egy katolikus lelkiségi mozgalom, nevét arról a helyről kapta, ahol megalapították. Központi célkitűzése ma, hogy életben tartsa a második vatikáni zsinat szellemiségét, és a római katolikus egyházban azt életre váltsa.

## Története

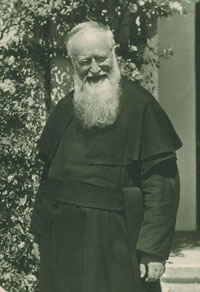
Az alapító, Joseph Kentenich

Kentenich József atya (Joseph Kentenich /1885-1968/ pallottinus szerzetes pap) 1885. november 18-án Németországban, a Köln melletti Gymnichben született. Elöljárói 1912-ben a rend új, a Rajna jobb partján, Koblenz térségében fekvő Vallendar városka keleti, Schönstattnak nevezett szélén épült gimnáziumban (kollégiumban) a tanulók lelkivezetőjévé (spirituálisává) nevezték ki. Diákjaival és követőivel a későbbiek folyamán, a középkori jezsuita szellemi központ, a németországi Ingolstadt Mária kongregációjának példája nyomán egy Mária-kongregációt hozott létre Németország erkölcsi-vallási megújulása céljából (Ingolstadtban 1595-től Pater J. Rem vezetésével egy jelentős lelki megújulás bontakozott ki az ingolstadti Mária kongregációból). Szellemisége azonos volt a később összehívott II. vatikáni zsinat szellemiségével. Kentenich atya kezdettől fogva egy világméretű megújulás távlataiban gondolkodott. De jól látta, hogy először az alapokat kell lerakni, és a német anyabázist kell felépíteni. Egy régi, már használaton kívüli Szent Mihály temetőkápolna lett a kongregáció szentélye. Kentenich atya átvette az ingolstadti Mária elnevezést is. Ettől kezdve a Szűzanyát "Mater Ter Admirabilis"-nak, azaz Háromszor Csodálatos Anyának szólították. Amikor az egyik tanár, prof. Huggle 1915 áprilisában egy Madonna-képet ajándékozott a kongregáció kápolnájának, akkor azt is így nevezték el. A képet a kápolna fő helyére tették, és ettől kezdve már nem Szent Mihály kápolnának hívták, hanem a Háromszor Csodálatos Anya szentélyének. 1914. október 18-án gyűltek a kongreganisták először egybe a kápolnában. Lelki vezetőjük beszéde a következő célt állította eléjük: gyorsítsák fel önmaguk megszentelésének kibontakozását, és alakuljon kis kápolnájuk kegyhellyé. Felajánlást tettek a Szűzanyának, hogy az ő segítségével fognak apostolkodni.
Az első világháború alatt az idősebb kongreganistákat behívták katonának. Nem együtt voltak, hanem szétszórva a csatamezőkön, ezért a háborúban levelek útján tartották a kapcsolatot egymással. Levélben beszélgettek arról, hogy hogyan kell életszentségre törekedni és apostolkodni. Többen is elestek a harctéren. A háború után a fiúk visszajöttek a kollégiumba azokkal, akik rajtuk keresztül megismerkedtek a schönstatti lelkiséggel és csatlakozni szerettek volna. Ők hozták létre az ún. „Apostoli Szövetséget”. A két háború között egyre többen ismerték meg Németországban a Schönstattot, különböző közösségfajták, csoportok jöttek létre nem, életállapot és személyes adottságok alapján: fiatalok, nők és férfiak közösségei, majd a családok és papok közösségei. Lelkiségüket a Mária-tisztelet és a mindennapok megszentelése határozta meg. Tanácskozásokkal, lelkigyakorlatokkal és intenzív csoportmunkával ébresztették az apostoli felelősséget az Egyházban és a társadalomban. A nemzeti szocialisták sokakat közülük börtönbe, koncentrációs táborba hurcoltak, így Kentenich atyát és a később boldoggá avatott Karl Leisner diakónust is, akit a dachaui táborban titokban szenteltek pappá.
Hat évvel a náci koncentrációs táborból való szabadulása után az akkori hivatalos egyház a meg nem értés következtében Kentenich atyának 1951-ben az észak-amerikai Milwaukeeban jelölt ki kényszerlakhelyet, de nem tiltották el hivatása gyakorlásától. Az alapító száműzetése a lelkiség észak-amerikai elterjedéséhez vezetett. A II. vatikáni zsinat új atmoszférát hozott az egyházba, és ez segített a Schönstatt-jelenség megértésében és megítélésében is. 1965 szeptemberében Kentenich atya visszatérhetett Európába: először Rómába (ahol a II. vatikáni zsinat bezárása után /1965. december 8./ december 22-én VI. Pál pápa audiencián fogadta, és elismerését fejezte ki iránta és műve iránt), majd Schönstattba. 1968. szeptember 15-én, Szűz Mária hét fájdalmának ünnepén, közvetlenül a szentmise bemutatása után a sekrestyében halt meg.
A Mozgalom világszerte, több mint 90 országban elterjedt, több mint 175 Schönstatt-központot építettek, a hozzá tartozó „Schönstatt-szentéllyel”, a vallendari ősszentély eredetihez hű másolatával. Több millió emberhez jutott el és hatott hitéletére a schönstatti mozgalom lelkisége, mindenekelőtt az 1950-ben, Brazíliában kitalált „Zarándok Szűzanya kampányának” jóvoltából. Magyarországon 1983 márciusában Veszprémben ült össze az első 3 család Schönstatt szellemében.

## Lelkiség
A schönstatti mozgalom központi feladatát abban látja, hogy életben tartsa a II. vatikáni zsinat szellemiségét és a római katolikus egyházban életre váltsa azt. Ez alapján a Mozgalom elvei:
- Annyi kötöttség legyen, amennyi feltétlenül szükséges.
- Annyi szabadság, amennyi csak lehetséges: ez meghatározza a szervezeti felépítést is, a közösségek meszszemenően önállóak.
- Lélekápolás, képzés minden mennyiségben: központi szerepe van a Mozgalomban a nevelésnek és az önnevelésnek. A schönstatti apostolkodás kétirányú. Az egyik irány a saját közösség, azoknak a közössége, akik minél teljesebben azonosulnak Schönstatt-tal, és a Mozgalom tagjai lesznek. A másik irány, hogy az értékeket mintegy „hasznosításra saját körükben” továbbadják az arra nyitottaknak.

A Mozgalom lelkiségének három fő jellemzője:
- határozott küldetés és hivatástudat,
- Isten gondviselésébe vetett gyakorlati hit,
- kifejezett Máriás jelleg.

A mozgalom tagjai sok nevelési programban, szociális segítő projektben, misszionárius, kulturális és politikai területeken köteleződnek el, főleg közösen más lelki közösségekkel és egyházi kezdeményezésekkel.

### Szeretetszövetség
A csatlakozás menete: ismerkedés, döntés, a szeretetszövetség megkötése megfelelő előkészület után, és választás a lehetséges közösségek között. Minden új tag és közösség azáltal lép be a mozgalomba, hogy bekapcsolódik a szeretetszövetségbe. A Szeretetszövetség kölcsönösen ígéreteket és elvárásokat fogalmaz meg, a tagok felajánlják Szűz Máriának életüket, hogy formálja őket Isten akarata szerint.

## Szervezete
A nemzetközi apostoli schönstatti mozgalom minden földrészen, sok országban elterjedt. Gazdagon tagolt, négy közösségfajtán belül több mint húsz ágazat található (ötödikként említhető a szimpatizálók köre). A nemzetközi elnökség a Schönstatt legfőbb képviseleti szerve. 2000-ig közel 25 részág, közösségtípus alakult ki:
- Kötelék: a kötelékek egyházjogilag pápai jogú világi intézmények (institutum saeculare), melyek egyházjogi alaptörvényét XII. Piusz pápa 1947-ben hirdette ki. Ezek a közösségek nemzetköziek, és leginkább a szerzetesközösségekhez hasonlítanak, de a schönstatti világi intézmények tagjai nem tesznek fogadalmat.
  - Schönstatti Márianővérek: A Schönstatti Márianővérek Világi Intézménye a legrégebben alapított világi intézmény a katolikus egyházban (1926). Hivatása a családi és ifjúsági pasztoráció. Világszerte 1963-ban 2450, 2001-ben 2800 tagja volt. Európa legtöbb országában Oroszországtól Skóciáig vannak schönstatti márianővérek, a legtöbben Németországban, Lengyelországban, Csehországban, Ausztriában és Svájcban valamint Olaszországban. Európán kívül Chílében és több dél-, és közép-amerikai országban, valamint az USA-ban, Ausztráliában (a Fülöp-szigetekkel), Indiában, Dél-Afrikában és Közép-Afrikában (Burundiban) van tartományuk. A kontemplatív életre szóló meghívást követő tagok Schönstattban élnek külön rendházban, az örökimádó nővérközösségben (kontemplatívák). A Schönstatti Márianővérek nem tesznek fogadalmat, hanem ún. „szerződéses szentelés“ útján kötik magukat a közösséghez, az Egyházhoz. 1992-ben Pilisszentléleken vásároltak egy házat és egy Márianővér átköltözött Ausztriából Magyarországra, így Magyarországon egy Márianővér él állandóan. A legközelebbi nővérközösség Bécsben van. Innen jár három nővér rendszeresen Magyarországra, és dolgozik a családok, a nők és a leányifjúság körében, ifjúsági pasztorációt végezve, lelki napokat tartva, kapcsolatban a Családmozgalommal. Mindezt a munkát az itt élő magyarországi megbízott kíséri figyelemmel és koordinálja. Hat fiatal magyar származású nővér készül apostoli tevékenységének megkezdésére.
  - Schönstatt Atyák Közössége: arra hivatott, hogy a többi közösség szolgálatára legyen. (Alapítás: 1965) 2020-ban kb. 480 tagja van. A Schönstatt Atyák közösségéhez tartozik P Beller Tilmann (1938-2012), aki több mint húsz éven át segítette a magyarokat, hogy elmélyüljenek és megerősödjenek a lelkiségben.
  - Egyházmegyés Papok Köteléke (Schönstatti Világi Papok).
  - Schönstatti Máriatestvérek (Máriafivérek) Köteléke: 1963-ban 25 tagja volt.
  - Schönstatti Nők Köteléke: 1963-ban 480 tagja volt.
  - Schönstatti Családok Köteléke.
- Szövetség: a "köteléknél" lazább kapcsolatban álló, szerzetesi jellegű, szerzetesi eszményt követő közösségek a szövetségek. A szövetségi közösségek tagjai évfolyamonként szerveződnek, és egy-egy évfolyam állandó, megmaradó közösség lesz, bizonyos értelemben életközösséget alkot (nem együttlakást). Az életszentségre való törekvésben a szövetség tagjai meghatározott eszközök (pl. lelki napirend és különleges jófeltétel írásos vezetése és arról való rendszeres számadás) alkalmazására és rendszeres apostoli munka végzésére kötelezik el magukat. Általában a mozgalomnak azon tagjai hoznak létre szövetségi közösségeket, akik a kötöttebb létformához vonzódnak. A szövetségi közösségek közül is a fiatalemberek szövetsége volt történetileg nézve az első Schönstattban. A szövetség évfolyamai nemzeti alapon szerveződnek. Ezek a következők:
  - Szövetségi Nővérek (egyedülálló nők).
  - Anyák Szövetsége.
  - Férfiak Szövetsége.
  - Papok Szövetsége (Világi Papok).
  - Családok Szövetsége: Magyarországon Beller Tilmann schönstatti atya vezetésével az első családszövetségi évfolyam 11 családdal 1995-ben alakult, a második évfolyam 9 családdal 2001-ben, a harmadik évfolyam pedig 11 családdal 2004-ben.
  - Betegek Szövetsége.
- Liga (mozgalom): a "szövetségnél" lazább kötődésűek a „ligá”-nak, illetve szűkebb értelemben mozgalomnak is nevezett közösségek. Több mint tíz lazább közösség nevezi magát liga-közösségnek, például fiúk, lányok, egyedülálló férfiak, nők, anyák, diákok, világi papok és családok közösségei (a liga-közösséget kb. 120 család alkotja). A családok ligája minden országban önálló közösség, melyet egy házaspár és egy schönstatti atya vezet. A közösségbe való belépés a háziszentély létesítésével és a szeretetszövetséghez való csatlakozással történik. A liga-családok általában évente családnapokra járnak és 4-6 házaspárból álló családcsoportba tartoznak. A csoportok, családok általában nyári családnapokon vesznek részt, amelynek anyagát havi találkozókon dolgozzák fel. Azért csak havonta, mert az igazi kiscsoport, ahol a munka, az élet alakítása folyik: a házaspár, a család.
- Nép- és Zarándokmozgalom: a leglazább közösség, szervezetileg a schönstatti mozgalomhoz nem kötődő, de abból merítő személyek összessége, akik főleg úgy kötődnek a Schönstatthoz, hogy – akár lélekben is – újra meg újra elzarándokolnak Schönstattba vagy valamelyik Schönstatt-központba. Mintegy fordított irányú a "Zarándok Szűzanya kampánya": valaki felelősséget vállal a schönstatti "Háromszor Csodálatos Anya" képéért, megszervez egy kört, és figyelemmel kíséri a kép útját. A képet általában két- vagy háromnaponta adják tovább házról házra.
- Szimpatizálók köre

## Zarándok Szűzanya kampánya

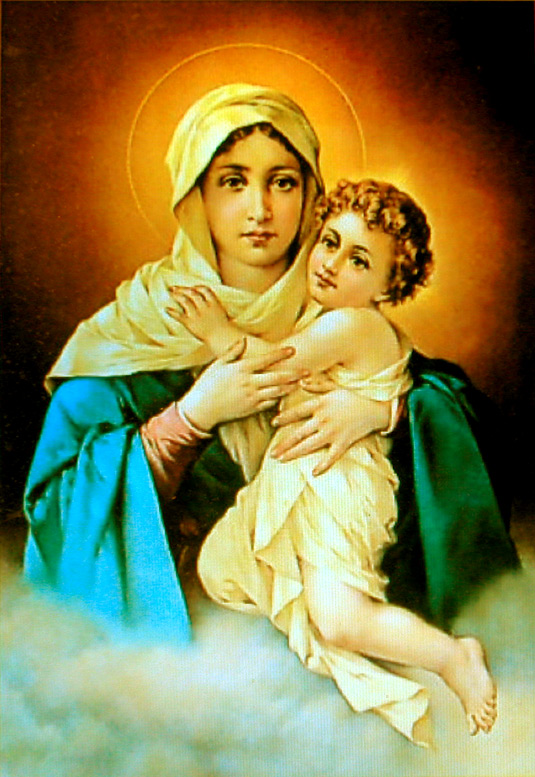
A Háromszor Csodálatos Anya kép

João Luiz Pozzobont, a brazil Santa Maria schönstatti közösségének tagját, férjet, hét gyermek édesapját 1950-ben kérte meg egy Márianővér, hogy vigye el a schönstatti "Háromszor Csodálatos Anya" képét családokhoz, hogy az előtt imádkozzák közösen a rózsafüzért. João Pozzobon elfogadta a feladatot – és hűséges maradt hozzá 35 évig, egészen haláláig. Több, mint 140.000 km-t gyalogolt ezzel a képpel a vállán, és elvitte a képet házakba, kórházakba, iskolákba és börtönökbe, mindezeken a helyeken a Máriához való kötődést és a közös imát szorgalmazta, főleg a rózsafüzért. Ez a „kampány” – ahogy João Pozzobon nevezte – 1984 óta 85 országba, egész Dél-, Közép- és Észak-Amerikában, valamint Afrika, Ázsia, Óceánia, újabban pedig Európa országaiba, családok százezreihez jutott el. 1985. június 27-e reggelén João Pozzobont a sűrű ködben elgázolta egy teherautó; éppen úton volt a Tabor-szentély felé, hogy mint minden nap, részt vegyen a szentmisén. Néhány nappal azelőtt ajánlotta fel életét azért, hogy a kampány nemzetközivé váljon.

## Schönstatti kápolna

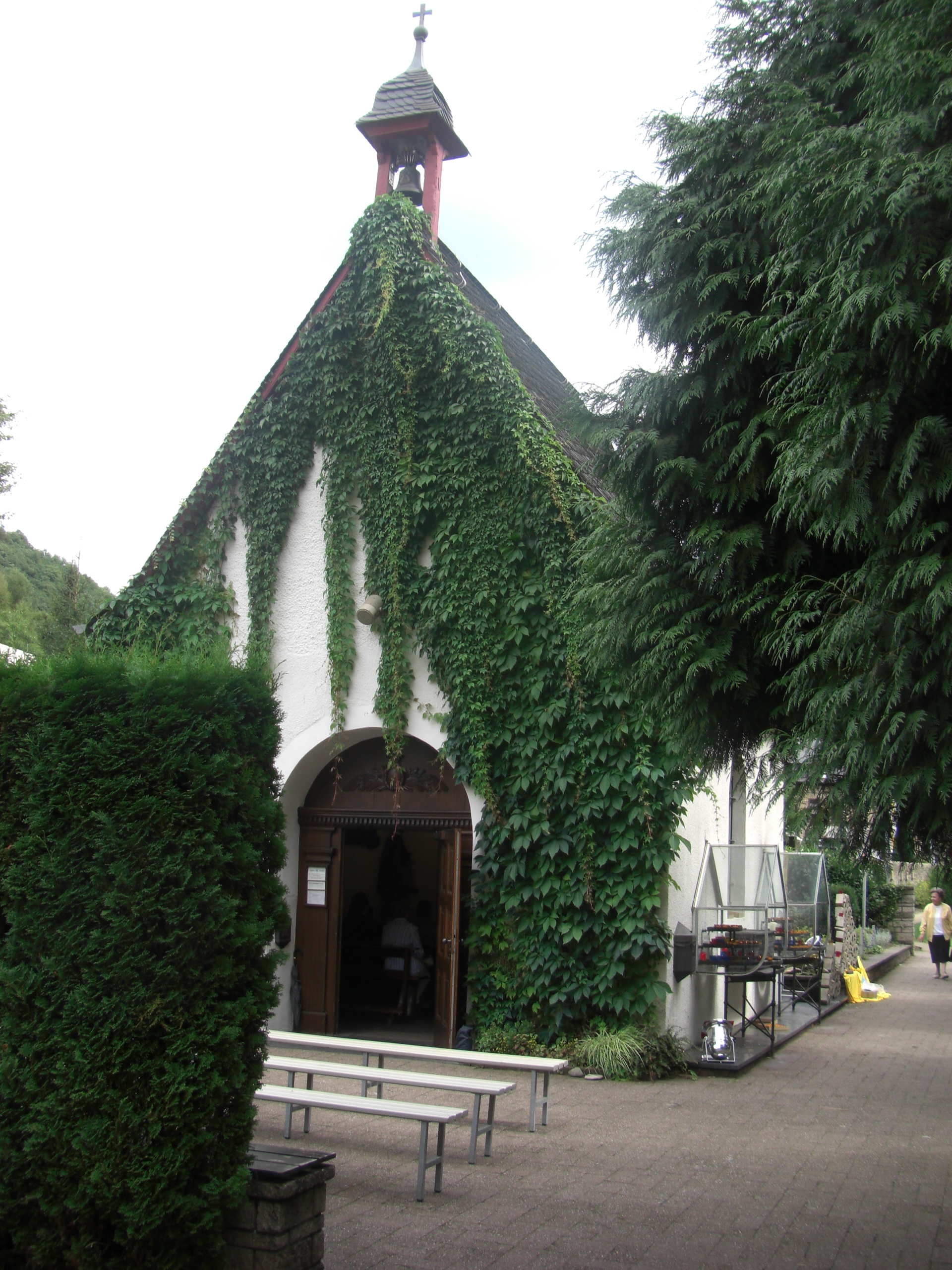
A schönstatti kápolna

Schönstatt mint hely az egyre szaporodó, eddig több mint 160 Schönstatt-központ eredete, mintája és központja. Mindenütt a világon, ahol nagyobb schönstatti közösség jön létre, felépítik annak a kápolnának a pontos mását, amelyikben az alapítás történt, egy „leányszentélyt”. Közel kétszáz leányszentély van világszerte. Az első magyarországi Schönstatt-szentélyt 2005. április 2-án Óbudaváron szentelte fel Dr. Márfi Gyula veszprémi érsek.

## Magyar Schönstatt-család
A magyar Schönstatt-család a schönstatti mozgalom magyarországi lelkiségi csoportjai. A katolikus megújuláshoz a családi élet középpontba állításával kívánnak hozzájárulni. Óbudaváron (Veszprém megye) 1983-ban alakította 3 család; 1993-ban országszerte már 70 család alkotta. A családcsoportok havonta találkoznak; évente egyhetes családnapokon vesznek részt, melynek része a közös szentmise, lelkigyakorlat, valamint tanácskozások az apostolkodásról. Ma létezik a Családszövetség (30 család), a Családliga (kb. 200 család), vannak családok az ismerkedés stádiumában (kb. 50 család). Létrejött a Fiúifjúság és a Leányifjúság közössége is.

### Családmozgalom
Magyarországon a családmozgalom jött először létre 1983-ban, ma mintegy kétszáz család tartozik a közösségbe.
A Schönstatt Családmozgalom a családok számára1985-től kezdődően évente rendez egyhetes nyári családos lelkigyakorlatokat, ún. családnapokat egyre több – 1999 óta évente közel százötven – család részvételével. Ez olyan sajátos családos lelkigyakorlat, melyen a továbbképzés és a testi-lelki felüdülés egyaránt fontos célkitűzés. Általában 13-15 család részvételével, gyerekekkel együtt a Balaton-felvidéken, Óbudaváron a nyári szünidőben szervezik meg több turnusban vasárnap estétől szombat reggelig. Az előadásokat a családmozgalom kiképzett házaspárjai tartják a családi élet különböző témaköreiből, melyeket az éves jelmondat fog egységbe. Az előadások alatt a gyerekek foglalkoztatásáról gondoskodnak. Emellett ifjúsági táborokat, hétvégéket is szerveznek. A családmozgalom a Dunántúlon négy régióban fejlődik:
- balatoni vagy óbudavári régió;
- budapesti régió;
- soproni régió;
- pécsi régió.

1992-ben alakult a Családok a Családért Egyesület, mely a Schönstatt Családmozgalom jogi szervezete.
Az egyházmegyék és plébániaközösségek szolgálatára jött létre a Családakadémia, amit 1996 decemberében alapított 18 schönstatti házaspár Óbudaváron. A Szent Magyar Királyi Családról nevezték el és az ő oltalmukba ajánlották. Kétéves képzés keretében ún. családtrénereket képeznek a plébániai családközösségek számára: házaspárokat készítenek fel saját családi életük javítására, valamint tapasztalataik továbbadására. Előadásokat kínálnak fel családközösségeknek, plébániáknak... Közel 50 előadójukat Magyarországon és határain túl is hívják plébániákra, családközösségekbe, házaspáros lelki napokra, szülői továbbképzésekre, iskolákba... 2005 őszén indult a 6. évfolyam. Már 7 évfolyamuk is indult. A Családakadémia célkitűzéseiért rendszeresen imádkozik a közel 100 tagú Imakör. A Családakadémia és az egyesület számos könyvet, füzetet adott ki a családos és női lelkigyakorlatok előadásai alapján; alapítójuk életéről, munkásságáról, műveiből; kilencedeket családok számára stb. Negyedévenként megjelenő folyóiratuk az Oázis, melyben családjaik és az ifjúság életpéldáit, történeteit, névtelenül írt megtapasztalásait teszik közkinccsé.
Óbudaváron található a Házaspárok útja, aminek 15 állomását 2007. július 8-án Bíró László püspök atya szentelte fel. Maga az út a kápolnától induló és ide visszavezető másfél km hosszú erdőn-mezőn vezető ösvény, mely 15 állomást érint. Az egyes állomások a házasság fontos eseményeit, feladatait, nehézségeit és korszakait jelenítik meg festett képpel, szentírási idézettel. Egy kísérőfüzet – Bíró László püspök ajánlásával – minden állomással kapcsolatban egy rövid elmélkedést tartalmaz, és a családi életben fölmerült nehézségek sikeres megoldásához nyújt segítséget.

### Fiú- és Lánymozgalom
Az alapító kezdetekkor, 1914 táján kizárólag fiúkkal foglalkozott. Magyarországon a schönstatti fiúk mozgalma a családmozgalommal mintegy párhuzamosan indult és fejlődött. Először a nyári sátortábor jött létre, ami több mint tíz éve változatlanul nagy érdeklődésre tart számot. Jelenleg már négyszer egyhetes tábor szerepel a programban. Külön tábort szerveznek a nagyoknak (10-16 éveseknek) és két turnusban a kicsiknek (6-10 éveseknek), emellett van még a „Döglesztő” vándortábor. Az első táborok mellett jött létre Veszprémben az első „kisfarkas” csapat, melyet 2001-ben követett a második. A felnövekedett fiúkból ugyancsak 2001-ben alakult meg a „nagyfarkas” csapat. Ezek a fiúk már aktívan részt vesznek a kicsik táboroztatásában, vezetésében. A nagyfiúk közül többen is rendszeresen munkát vállalnak Óbudaváron a családnapokon vagy más családos rendezvényeken mint gyerekfoglalkoztatók vagy konyhások. A Vértező a Schönstatti Fiúmozgalom másfél éves képzése.
Kentenich József atya nők, lányok lelki vezetését tudatosan nem vállalta 35 éves koráig. Utána megalakította a Márianővérek világi intézményét, melynek tagjai idejük nagy részét a lányok nevelésére fordították, fordítják ma is. Kentenich atya maga is rengeteg előadást tartott kifejezetten lányoknak. Magyarországon is Márianővérek alapították meg a lánymozgalmat, amely a családmozgalommal párhuzamosan bontakozott ki. Az ő munkájuk nyomán jött létre az első lánycsapat Szegeden, ahol bekapcsolódtak a nagylányok vezetésébe. Először az egyhetes nyári táborok alakultak ki. Hamarosan különválasztották a kislánytábort és a nagylányok táborát. Azóta több lánycsapat indult, jelenleg kettő működik Budapesten, egy pedig Pécsett. Lánytáborokat nyáron szerveznek, korosztályonként, különböző helyszíneken. Ezen kívül vannak hétvégéik tavasszal és ősszel. A nagylányok rendszeresen szolgálatot vállalnak Óbudaváron a családnapokon és más családos rendezvényeken, mint gyerekfoglalkoztatók és konyhások. Rendszeres heti, kétheti és havi összejöveteleik vannak különböző korosztályokra bontva. A BÖGRE program (ahova mindenki a saját bögréjét viszi a helyszínen főzött tea elfogyasztásához) egy olyan előadás-sorozat, ahol a 17-18 éven felüli lányok hallhatnak Schönstattról, hallhatnak különféle speciális schönstattos témákról, feltehetik kérdéseiket az előadónak vagy az előadást tartó házaspárnak. Legtöbbjük "schönstatti családból" származik (azaz a szülei is a mozgalomhoz tartoznak), de bárki csatlakozhat hozzájuk.
Az ország különböző részein vannak ifjúsági csoportok, a nyári fiú- és leánytáborokon – 7 éves kortól – kb. 150 fiatal vesz részt. A két mozgalom külön létezik, de vannak közös programjaik is. pl. rendszeres az évente megrendezésre kerülő ifjúsági találkozó. A Schönstatti Ifjúsági Club (SICC) egy találkozóhely közös, kötetlen programokkal. Egy hely, ahova mindenki eljöhet, aki érdeklődik a mozgalom iránt. A club célja az, hogy összefogja a fiú- és a lánymozgalmat, megteremtse a kapcsolatot és kiindulópontja lehessen egy mélyebb, személyes elköteleződésnek. Változatos programokat szerveznek, gyakran tartanak filmklubot, de vannak sport programok, kirándulás, színház...

### Nők schönstatti mozgalma
A nők schönstatti mozgalma Magyarországon a schönstatti Márianővérek kezdeményezésére indult. A nővérek évről évre női lelki napokat szerveztek és erre hívták a nőket. A nagy érdeklődésre való tekintettel nemcsak Óbudaváron, hanem Budapesten, Pécsen, Sopronban is rendeztek ilyen összejöveteleket. Az összejövetelek anyagát aztán részben vagy egészen megkaphatták a résztvevők. Ennek nyomán alakultak az első anya-körök Keszthelyen és Budaörsön, amelyekben egyebek között a lelki napok anyagát dolgozták fel. A nők induló mozgalmához kapcsolhatók azok a (kis)mama körök is, melyek részben vagy egészen a schönstatti lelkiség hatása alatt állnak.

## Külső hivatkozások
- A szeretetszövetség 1.
- A szeretetszövetség 2.
- Gódány Róbert és Rita: Magyar Schönstatt-családok (Vigilia 63. évf. 1998. júli.)
- Magyar Kurír: Életre növelő mozgalom – Magyar Schönstatt Család